# (36194) 1999 TP89
1999 TP89 (asteroide 36194) é um asteroide da cintura principal. Possui uma excentricidade de 0.18147720 e uma inclinação de 11.36280º.
Este asteroide foi descoberto no dia 2 de outubro de 1999 por LINEAR em Socorro.